# Aikewara
Gli Aikewara  (conosciuti anche come Suruí do Pará) sono un gruppo etnico del Brasile con una popolazione stimata in 330 individui nel 2010 (Funasa).

## Nome
Uno dei loro nomi alternativi è Suruí ma sono differenti dal gruppo dei Surui Paiter (stanziati nel Mato Grosso e nella Rondônia). Il primo nome conosciuto degli Aikewara è Sororós, un appellativo assegnato loro dal frate Antonio Salas nel 1923. Nel 1950 Gil Gomes, altro frate domenicano, assegnò loro il nome di Surui. Un altro nome alternativo è Mudjetíre, usato in particolare dal gruppo dei Kayapó Xikrin. Negli anni sessanta fu individuata la parola Akwáwa come denominazione più corretta, mentre l'antropologo Iara Ferraz considerò Aikewara il termine più corretto per la loro identificazione.

## Lingua
Parlano la lingua Akwáwa che appartiene alle lingue tupi-guaraní, stessa lingua utilizzata dai gruppi  Asurini del Tocantins e Parakanã secondo il linguista Aryon Dall'Igna Rodrigues. La grande maggioranza degli Aikewara parla anche il portoghese.

## Insediamenti
Vivono nello stato brasiliano del Pará. La loro zona di origine è un'area situata nei pressi di un piccolo torrente conosciuto come Grotão dos Caboclos ma sono ormai da tempo stanziati in un territorio situato nel sud-est del Pará, nel comune di São João do Araguaia, distante circa 100 chilometri dal principale centro urbano della regione, la città di Maraba. L'area è situata all'interno di un territorio indigeno omologato nel 1979 che si estende per 26.257 ettari.